# Студия старинной музыки (ансамбль)
Студия старинной музыки (нем. Studio der frühen Musik; в англоязычных странах гастролировал под названием англ. Early Music Quartet) — ансамбль старинной музыки, интернациональный по составу участников. Специализировался на светской и паралитургической музыке Средних веков. Базировался в Мюнхене (отсюда немецкое название коллектива). Пик популярности пришёлся на 1970-е гг.
Ансамбль был создан американским лютнистом Томасом Бинкли (Binkley; 1932-1995) около 1960 г. Кроме Бинкли, ядро коллектива составили прибалтийская немка, певица Андреа фон Рамм (Ramm; 1928–99) и американский виелист, ученик Бинкли Стерлинг Джонс (Jones). Постоянными участниками «Студии» были также певцы: англичанин Найджел Роджерс (Rogers; работал в 1960-1964), позже американцы Уиллард Коб (Cobb, 1964-1970) и Ричард Левит (Levitt, 1970-1979). Для исполнения отдельных тематических программ Бинкли привлекал «специалистов», как, например, провансальского певца Клода Марти, на пластинке L'Agonie du Languedoc (1975) — с программой, посвящённой трубадурам. В некоторых аудиозаписях «Студии» (первая пластинка была выпущена в 1962, последняя в 1977) были заняты известные музыканты из «цеха старинной музыки», среди которых Бенджамин Бэгби и Барбара Торнтон, арфистка Эстер Ламандьер, участники французского «Вокального ансамбля Гийома Дюфаи», лютнист Хопкинсон Смит. «Студия старинной музыки» прекратила своё существование в 1979 г..
«Студия старинной музыки» — один из самых известных в мире ансамблей старинной музыки в 1970-е гг. (наряду с популярными коллективами примерно того же времени, как Early Music Consort of London под руководством Дэвида Мунроу и Clemencic Consort, руководитель Рене Клеменчич). Активно гастролировал с 1961 по 1977 гг. Для «аутентичных» аранжировок Бинкли в целом было характерно смешение вокала и инструментов в сочинениях, в оригинале предназначенных для исполнения вокальным ансамблем (т.е. вокальные партии поручались инструментам). Характерной стилевой чертой ансамбля (особенно после его гастролей в арабские и африканские страны) стало исполнение средневековой музыки «в арабской манере», которая, по мнению некоторых критиков, была «навязчивой» (notorious).